# 李縣 (愛阿華州)
李縣（英語：Lee County）是美国艾奧瓦州東南角的一個縣，東隔密西西比河與伊利诺伊州，南隔得梅因河與密蘇里州相望，面積1,395平方公里。根據2020年美國人口普查，共有人口33,555人。縣治麦迪逊堡和基奧卡克。該縣成立於1836年，以紀念當地早期的地主威廉·埃利奧特·李（William Elliot Lee）。